# Александру Нягу
Александру Нягу (рум. Alexandru Neagu, 19 липня 1948, Бухарест — 17 квітня 2010, Бухарест) — румунський футболіст, що грав на позиції нападника за клуб «Рапід» (Бухарест), а також національну збірну Румунії.
Чемпіон Румунії. 

## Клубна кар'єра
Народився 19 липня 1948 року в місті Бухарест. Вихованець футбольної школи клубу «Рапід» (Бухарест). Дорослу футбольну кар'єру розпочав 1965 року в основній команді того ж клубу, кольори якої і захищав протягом усієї своєї кар'єри гравця, що тривала чотирнадцять років. Більшість часу, проведеного у складі бухарестського «Рапіда», був основним гравцем атакувальної ланки команди. У складі бухарестського «Рапіда» був одним з головних бомбардирів команди, маючи середню результативність на рівні 0,38 голу за гру першості. За цей час виборов титул чемпіона Румунії.
Помер 17 квітня 2010 року на 62-му році життя у Бухаресті.

## Виступи за збірну
1970 року дебютував в офіційних матчах у складі національної збірної Румунії. Протягом кар'єри у національній команді, яка тривала 3 роки, провів у формі головної команди країни 17 матчів, забивши 7 голів.
У складі збірної був учасником чемпіонату світу 1970 року у Мексиці, де взяв участь у всіх трьох іграх своєї команди на груповому етапі, який його команда подолати не змогла. У другій грі румунів на мундіалі забив гол у ворота збірної Чехословаччини, зрівнявши рахунок, що дозволило його команді врешті-решт здобути єдину перемогу на турнірі завдяки пенальті реалізованому згодом Флорєю Думітраке (2:1).

## Титули і досягнення
- Чемпіон Румунії (1):

«Рапід» (Бухарест): 1966-1967